# الداره الشرقية (وشحة)

تعديل مصدري - تعديل

الداره الشرقية هي إحدى قرى عزلة بني رزق بمديرية وشحة التابعة لمحافظة حجة، بلغ تعداد سكانها 190 نسمة حسب تعداد اليمن لعام 2004.